# Nysius delectus
Nysius delectus är en insektsart som beskrevs av White 1878. Nysius delectus ingår i släktet Nysius och familjen fröskinnbaggar. Inga underarter finns listade i Catalogue of Life.